# Iwamatsu Yoshio
Iwamatsu Yoshio (japanisch: 岩松義雄; * 3. Mai 1886; † 18. April 1958) war ein japanischer Offizier und zuletzt Generalleutnant der Kaiserlichen Armee, der während des Zweiten Weltkrieges im Zweiten Japanisch-Chinesischen Krieg von 1941 bis 1942 Oberbefehlshaber der in der Republik China eingesetzten 1. Armee war.

## Leben
Iwamatsu Yoshio, Sohn eines Lehnsherrn im Owari-Han, absolvierte eine Offiziersausbildung an der Heeresoffizierschule (Rikugun Shikan Gakkō), die er 1905 abschloss. Daraufhin trat er in die Kaiserlichen Armee (Dai-Nippon Teikoku Rikugun) ein und fand in der Folgezeit zahlreiche Verwendungen als Offizier. 1918 war er auch Absolvent der Heereshochschule (Rikugun Daigakkō). Nach verschiedenen weiteren Verwendungen als Offizier und Stabsoffizier war er zwischen dem 10. August 1928 und dem 1. August 1929 zum 1. Taiwan-Regiment abgeordnet. Nach seiner Beförderung zum Oberst (taisa) am 1. August 1929 war er vom 1. August 1929 bis zum 11. März 1931 Kommandeur des 2. Taiwan-Regiments sowie im Anschluss zwischen dem 11. März 1931 und dem 9. Januar 1932 Chef des Stabes der 5. Division (Dai-go shidan), der sogenannten „Karpfen-Division“ (Koi-heidan). Daraufhin fungierte er vom 9. Januar bis zum 8. August 1932 als Leiter des Referats 5 Nachrichtendienstarbeit in Asien der 2. Sektion im Generalstab (sambō hombu), in dem er im Anschluss vom 8. August 1932 bis zum 5. März 1934 noch abgeordnet war.
Nach seiner Beförderung zum Generalmajor (shōshō) am 5. März 1934 war Iwamatsu zwischen dem 5. März 1934 und dem 7. März 1936 Kommandeur der 21. Infanteriebrigade sowie daraufhin vom 7. März 1936 bis 2. August 1937 Kommandant der Garnison Taiwan. Am 2. August 1937 wurde er zum Generalleutnant (chūjō) befördert und fungierte im Anschluss zwischen dem 2. August 1937 und dem 15. Juli 1938 als Kommandeur der 1. Eigenständigen Garnisonseinheit. Am 15. Juli 1938 wurde er Kommandeur der wieder aufgestellten 15. Division (Dai-jūgo Shidan), der sogenannten „Fest-Division“ (Sai-heidan), und verblieb auf diesem Posten bis zu seiner Ablösung durch Generalmajor Watanabe Yubun am 9. März 1940. Er selbst wurde am 9. März 1940 Nachfolger von Generalleutnant Sonobe Waichirō als Oberbefehlshaber der Zentralen Verteidigungsarmee beziehungsweise vom 1. August 1940 bis zu seiner Ablösung durch Generalleutnant Fujii Yōji Oberbefehlshaber der daraus hervorgegangenen Regionalarmee Zentraldistrikt (Chūbu-gun).
Während des Zweiten Weltkrieges wurde Generalleutnant Iwamatsu Yoshio im Zweiten Japanisch-Chinesischen Krieg am 7. September 1939 Nachfolger von Generalleutnant Shinozuka Yoshio als Oberbefehlshaber der in der Republik China eingesetzten 1. Armee (Dai-ichi-gun) und behielt dieses Kommando bis zu seiner Ablösung durch General Yoshimoto Teiichi am 1. August 1942. Er war daraufhin vom 1. August bis zum 27. Dezember 1942 Mitglied des Obersten Kriegsrates (Gunji sangiin) und trat am 227. Dezember 1942 in den Ruhestand. 